# Sant'Andréa-di-Bozio
Sant'Andréa-di-Bozio es una comuna y población de Francia, en la región de Córcega, departamento de Alta Córcega.
Su población en el censo de 1999 era de 76 habitantes.

## Demografía
| 96 | 122 | 106 | 104 | 63 | 76 |
| Para los censos de 1962 a 1999 la población legal corresponde a la población sin duplicidades (Fuente: INSEE [Consultar]) |     |     |     |    |    |